# بيني غرين (عازف جاز)
بيني غرين (بالإنجليزية: Bennie Green)‏ هو عازف جاز أمريكي، ولد في 16 أبريل 1923 في شيكاغو في الولايات المتحدة، وتوفي في 23 مارس 1977 في سان دييغو في الولايات المتحدة.

## وصلات خارجية
- بيني غرين (عازف جاز) على موقع ميوزك برينز (الإنجليزية)
- بيني غرين (عازف جاز) على موقع أول ميوزيك (الإنجليزية)
- بيني غرين (عازف جاز) على موقع ديسكوغز (الإنجليزية)